# Francisco del Cacho Villarroig
Francisco del Cacho Villaroig (afusellat el 16 de maig de 1939) va ser un militar espanyol, Major de milícies, que va combatre en la Guerra Civil Espanyola.

## Biografia
El juliol del 1936 es trobava a València, destinat en la III Divisió Orgànica amb el rang de capità. El gener de 1937 va passar a manar la 31a Brigada Mixta de nova creació. Va participar en l'Ofensiva de la Granja, on va a ser destituit per el enfrontament al seu superior, Coronel Moriones, que va a negar el suport artiller del tot punt fonamental pera el avanç de les homes de la Brigada. Posteriorment, va manar la 1a BM, prova de la seua competència professional, amb la qual va intevinir en la batalla de Belchite, i la 217a BM. Capturat al final de la guerra per les forces franquistes, va ser jutjat.